# أنتون كوه
أنتون كوه (بالألمانية: Anton Kuh)‏ (ولد في 12 يوليو 1890 في فيينا - ومات في 18 يناير 1941 في نيويورك) هو صحفي وكاتب مقال وقصاص وخطيب نمساوي يهودي.
نشأ كوه في براغ في عائلة ذات ميول كتابية، فوالده إميل كوه كان محررا ثم رئيسا لتحرير صحيفة نوين فينر تاجبلات، وجده دافيد كوه كان صحفيا في براغ.
نشر أنتون كوه تحت اسمه الأصلي وتحت اسم مستعار هو يورك (بالألمانية: Yorick)‏ قصصا ساخرة والعديد من النصوص القصصية النثرية الأخرى، كان ينقد فيها العصر بأسلوب جلي وفكاهي، ويتضمن اتجاهات داعية إلى السلام والديمقراطية. وكان من المعجبين الأوائل بأدب فرانتس كافكا.
اكتسب شهرته في حياته بشكل أساسي بصفته كاتب يلقي أعماله على الجمهور. وقد سماه كورت توخولسكي أديباً متكلماً (بالألمانية: Sprechsteller)‏، على الرغم من كثرة أعماله المنشورة. كما اعتبره كاتب سيرته فالترشوبلر فناناً في الارتجال الشفهي ولذلك فقدت أهم أعماله. ومن بين خطبه المشهورة المرتجلة «قرد زرادشت» ألقاها في 25 أكتوبر 1925 في بيت الموسيقى في فيينا، وانتقد فيها الكاتب كارل كراوس.
عاش في براغ ثم فيينا، وانتقل عام 1928 للعيش في برلين، لأنه يفضل «أن يعيش في برلين بين فييناويين على أن يعيش في فييينا بين قادمين من بلدة كريمز»
عمل في الأعوام 1927 إلى 1930 في كتابة سيناريوهات أفلام.
بعد وصول النازيين إلى السلطة عام 1933 اعتبرت أعماله «بلشفية ثقافية» ولوحق لأصوله اليهودية واضطر لمغادرة ألمانيا، وبعد ضم النمسا إلى ألمانيا غادر البلاد إلى الولايات المتحدة الأمريكية.
توفي في نيويورك في 18 يناير 1941 إثر نوبة قلبية، ودفن في مكان غير معروف، وفقدت معظم أوراقه ومقتنياته.

## روابط خارجية
- أنتون كوه على موقع IMDb (الإنجليزية)
- أنتون كوه على موقع IMDb (الإنجليزية)
- أنتون كوه على موقع أول موفي (الإنجليزية)
- أنتون كوه على موقع ديسكوغز (الإنجليزية)
- أنتون كوه على موقع كينوبويسك (الروسية)